# I Got a Woman
I Got a Woman è una canzone scritta e incisa dal cantante soul statunitense Ray Charles nel novembre del 1954 per l'etichetta Atlantic Records, con Come Back Baby come B-side. Entrambe le canzoni fanno parte dell'album di Charles del 1957 Ray Charles (titolo alternativo Hallelujah I Love Her So).

## Origini
La canzone si basa su It Must Be Jesus dei Southern Tones che Charles stava ascoltando alla radio durante un tour estivo del 1954. Il cantante e un membro della sua band, il trombettista Renald Richard, scrissero una canzone costruita su un frenetico ritmo gospel con un testo laico e una base rhythm and blues con accenni di musica gospel. Il pezzo sarebbe stato uno dei prototipi per quella che poi sarebbe stata definita musica soul, soprattutto dopo il 1959, anno della pubblicazione di What'd I Say, sempre di Ray Charles.

## Registrazione
I Got a Woman fu incisa verso la fine del 1954 negli studi di Atlanta della stazione radio WGST. Nel gennaio del 1955 raggiunse il primo posto della classifica R&B. Charles raccontò nel documentario Pop Chronichles che prima di registrarla il 18 novembre 1954 l'aveva eseguita per circa un anno. Nel 2004 è stata inserita al 235º posto della lista delle 500 migliori canzoni secondo Rolling Stone.

## Cover
Elvis Presley pubblicò una cover di questo brano nel 1956 nel 45 giri I Got a Woman/I'm Counting On You.
I Them, capeggiati da Van Morrison, pubblicarono questo brano nel 1966 nel loro album Them Again.